# Пежо тип 6
Пежо тип 6 (фр. Peugeot Type 6) је последњи Пежоов модел прозведен са застарелим В мотором снаге 2 КС (565 cm³) из претходних модела, који је пројектован за тип 5.
Тип 6 је произведен у 7 примерака у току 1894. године, у фабрици у Валентину, од којих се један налази у музеју Louwman у Хагу, Холандији. Хендикепиран својом тежином од 650 kg. у истој години Пежо га је заменио са типом 7.

## Галерија
- Пежо тип 6 из 1894.